# Клингер, Фридрих Максимилиан
Фри́дрих Максими́лиан фон Кли́нгер (нем. Friedrich Maximilian von Klinger), в российском подданстве — Фёдор Ива́нович Кли́нгер; 1752, Франкфурт-на-Майне, Священная Римская империя — 1831, Дерпт или Санкт-Петербург, Российская империя) — немецкий поэт, драматург и романист, деятель немецкого литературного движения «Буря и натиск», название которого восходит к его одноимённой драме. Автор 23 драм и 14 романов. Друг детства и юности, литературный соратник (до 1776 года) великого немецкого поэта Иоганна Вольфганга фон Гёте.

## Биография
Родился во во Франкфурте-на-Майне 17 февраля 1752 года.
Во Франкфурте Клингер познакомился с представителями молодого поколения писателей, объединившимися вокруг Гёте: Якобом Михаэлем Рейнхольдом Ленцем, Генрихом Леопольдом Вагнером и др. Его драма «Буря и натиск» дала название целой литературной эпохе. В 1776—1778 годах Ф. М. Клингер — актёр труппы А. Зейлера и, одновременно, сочинял для неё пьесы.
Летом 1778 года поступил на военную службу — солдат австрийской армии в войне за баварское наследство. По окончании войны весной 1779 года вернулся в театр. 
С 1780 года — на русской службе. Принц Вюртембергский Фридрих Евгений пожелал видеть его в свите своей старшей дочери принцессы Софии-Доротеи, которая в 1776 году вступила в брак с великим князем цесаревичем Павлом Петровичем. По другим источникам, это предложение Клингеру сделал принц Александр Фридрих Вюртембергский, брат Софии-Доротеи. Был зачислен лейтенантом в морской батальон и принят к «малому двору» в Павловске и Гатчине гофмейстером двора; быстро заслужил расположение Софии-Доротеи и Павла Петровича, выполняя должность чтеца и библиотекаря будущего императора.
Будучи офицером, Ф. М. Клингер практически не участвовал в военных действиях, лишь в 1783 году он находился в войсках на Западном Буге в Молдавии в ожидании войны с Турцией. Здесь, в свободное время от военных маневров, Клингер написал роман «История золотого петуха» («Die Geschichte vom goldenen Hahn»). Это произведение имело подзаголовок «Добавление к истории церкви» и было ярким антицерковным и атеистическим памфлетом. Роман увидел свет в 1785 году без указания автора и места издания. «Золотой петух» интересен тем, что некоторым образом связан с «Золотым петушком», а возможно и с «Гавриилиадой» А. С. Пушкина (рассказ принца рогоносцев).
С 1785 года по состоянию здоровья вместо строевой службы занимался воспитанием будущих офицеров. Подполковник с 1791 года, полковник с 1798, генерал-майор с 1798 года. В 1797—1801 годах — инспектор классов Сухопутного шляхетского кадетского корпуса (с 1800 года переименован в «Первый кадетский»). Установил в корпусе педагогическую систему, основанную на жестоких телесных наказаниях. По свидетельству учившегося в корпусе будущего композитора Николая Титова, часто говорил, что русских надо меньше учить, а больше бить; с 9 марта 1801 года недолго был директором Первого кадетского корпуса. В 1801—1820 годах инициатор реформы Пажеского корпуса и его «главноуправляющий».
В 1803—1817 годах — попечитель Дерптского университета и одновременно Дерптского учебного округа. С 1805 года — член Комитета военно-учебных заведений. В 1811 году достиг чина генерал-лейтенанта. С 1820 года в отставке.
Умер по разным сведениям в Дерпте или Санкт-Петербурге в 1831 году — также, по разным сведениям либо 13 февраля, либо 25 февраля. Похоронен в Петербурге на Смоленском лютеранском кладбище.

## Награды
- Орден Святого Александра Невского
- Орден Святой Анны 1-й степени
- Орден Святого Владимира 2-й степени
- орден Святого Георгия 4-й степени.

## Произведения
- «Отто» (рыцарская драма), 1775
- «Страждущая женщина» (драма), 1775
- «Близнецы» (драма), 1776
- «Новая Аррия» (драма), 1776
- «Симсоне Гризальдо» (пьеса), 1776
- «Буря и натиск» (пьеса), 1776
- «Сцены из жизни и смерти Пирра» (драм. фрагмент), 1776—1779
- «Сын богов в изгнании» (драм. фрагмент), 1777
- «Орфей» (роман в пяти частях), 1778—1780
- «Стильпо и его дети» (драма), 1780
- «Принц Зейденвурм» (комедия), 1780
- «Дервиш» (комедия), 1780
- «Смычок принца Формозо и скрипка принцессы Санаклары» (роман), 1780
- «Плимплампласко, великий дух, ныне гений» (роман в соавторстве с И.К. Лафатером и Я. Саразином[нем.]), 1780
- «Фальшивые игроки» (комедия), 1782
- «Клятва» (комедия), 1782-83
- «Эльфрида» (трагедия), 1783
- «История золотого петуха» (роман), 1785
- «Конрадин» (драма), 1784
- «Фаворит» (драма), 1785
- «Медея, или Судьба» (позднее переименована в «Медея в Коринфе») (драма), 1786
- «Аристодем» (драма), 1787
- «Родерико» (драма), 1788
- «Дамокл» (драма), 1788,
- «Две подруги» (комедия), 1788
- «Ориант» (трагедия), 1790
- «Сентиментально-политическая комико-трагическая история Бамбино» (роман), 1791
- «Медея на Кавказе» (драма), 1791
- «Фауст, его жизнь, деяния и низвержение в ад» (роман), 1791
- «История Джафара Бармакида» (роман), 1792—1794
- «История Рафаэля де Аквилы» (роман), 1793
- «Путешествия до потопа» (роман), 1795
- «Фауст стран Востока, или Странствия Бен Хафи» (роман), 1797
- «История одного немца новейшего времени» (роман), 1798
- «Захир, первенец Евы в раю» (роман), 1798
- «Светский Человек и Поэт» (роман), 1798
- «Слишком раннее пробуждение Гения Человечества» (фрагмент романа), 1803
- «Наблюдения и мысли по поводу различных предметов мира и литературы», 1803—1805.

## Семья
Клингер был женат на Елизавете Александровне, урождённой Алексеевой (1769—1847), официально — дочери некоего полковника Алексеева, на самом же деле — внебрачной дочери графа Григория Орлова и сестре жены графа Фёдора Буксгевдена, Наталье. Родившийся в этом браке сын Александр (1791—1812) в 1809 году был из камер-пажей выпущен подпоручиком лейб-гвардии Семеновского полка. Позже в чине штабс-капитана того же полка он был назначен адъютантом главнокомандующего 1-й Западной армией и военного министра генерала от инфантерии М. Б. Барклая-де-Толли, во время Бородинского сражения был тяжело ранен и 12 сентября 1812 года умер в Москве после ампутации ноги.